# NGC 1339
NGC 1339 este o galaxie eliptică situată în constelația Cuptorul. A fost descoperită în 18 noiembrie 1835 de către John Herschel. Se află la o distanță de 20,42 de megaparseci de Pământ.